# Amt Gemünden an der Wohra
Das Amt Gemünden war ein vom 14. Jahrhundert bis ins 16. Jahrhundert bestehender Verwaltungs- und Gerichtsbezirk der Grafschaft Ziegenhain, der Landgrafschaft Hessen und der Landgrafschaft Hessen-Kassel.

## Geschichte
Im Jahr 1346 wird erstmals urkundlich der Umfang des Amt Gemünden an der Wohra beschrieben. Neben dem Hauptort Gemünden (Wohra) umfasste es Josbach, Heimbach, Hettinghausen (Wüstung) und eine Hälfte von Holzbach (Wüstung). Später wurden auch andere Orte als Teil des Amtes genannt. Moischeid war Ziegenhainsches Lehen an die Edelfreie Familie Krug, die dies 1301 an das Kloster Haina verkaufte. Bis 1301 gehörte der Ort wohl zum Gericht Gemünden. Als Amtsbestandteile wurden auch die Wüstungen Bleichenbach, Burghardshausen, Eckensdorf, Franzdorf, Heideldorf, Herbach, Hermeshain, Lindenborn und Steigershausen.
Ende des 15. bis Anfang des 16. Jahrhunderts löste sich das Amt auf. Josbach gehörte 1502 zum Amt Rauschenberg, wurde danach wieder als Teil des Amtes Gemünden gezählt, seit 1544 ist die Zuordnung zum Amt Rauschenberg stabil. Heimbach gehörte 1557 zum Amt Schönstein. Damit war das Amt Gemünden auf die Stadt Gemünden begrenzt. 1650 erhielt der Landgraf von Hessen die Landeshoheit über Schiffelbach, welches dem Amt Gemünden zugeordnet wurde. Ende des 17. Jahrhunderts wurde auch Schiffelbach dem Amt Rauschenberg zugeordnet. Das Amt blieb damit bis zum Ende des HRR auf die Stadt Gemünden beschränkt.

## Beamte

### Amtmänner
- Heinrich Riedesel (1378)
- Gottfried Schleier (1452)
- Eitel von Löwenstein (1501)
- Hartmann Schleier (1504)
- Adolf Rau (1520)
- Hartmann Schleier (1537 bis 1540)

Philipp Hartmann (1488 bis 1490) und Ebert von Reidenhausen (1533 bis 1535) werden als Rentmeister genannt.
Daneben waren die Schultheißen von Gemünden die obersten Beamten des Amtes.